# Antheraea imperator
Antheraea imperator är en fjärilsart som beskrevs av Watson 1913. Antheraea imperator ingår i släktet Antheraea och familjen påfågelsspinnare. Inga underarter finns listade i Catalogue of Life.